# Björntjärnen (Silbodals socken, Värmland)
Björntjärnen är en sjö i Årjängs kommun i Värmland och ingår i Göta älvs huvudavrinningsområde. Sjöns area är 0,013 kvadratkilometer och den är belägen 279 meter över havet.